# Паклинський
Паклинський (рос. Паклинский) — хутір в Дновському районі Псковської області Російської Федерації.
Населення становить 45 осіб. Входить до складу муніципального утворення Муніципальне утворення Дно.

## Історія
Від 2015 року входить до складу муніципального утворення Муніципальне утворення Дно.

## Населення
| 2001 | 2002 | 2010 |
| ---- | ---- | ---- |
| 77   | ↘54  | ↘45  |